# Vekerd
Vekerd (rumänisch Vecherd) ist eine ungarische Gemeinde im Kreis Berettyóújfalu im Komitat Hajdú-Bihar.

## Geografische Lage
Vekerd liegt südwestlich der Stadt Berettyóújfalu. Nachbargemeinden sind Zsáka und Darvas.

## Geschichte
Erste Erwähnung im Váradi Regestrum.

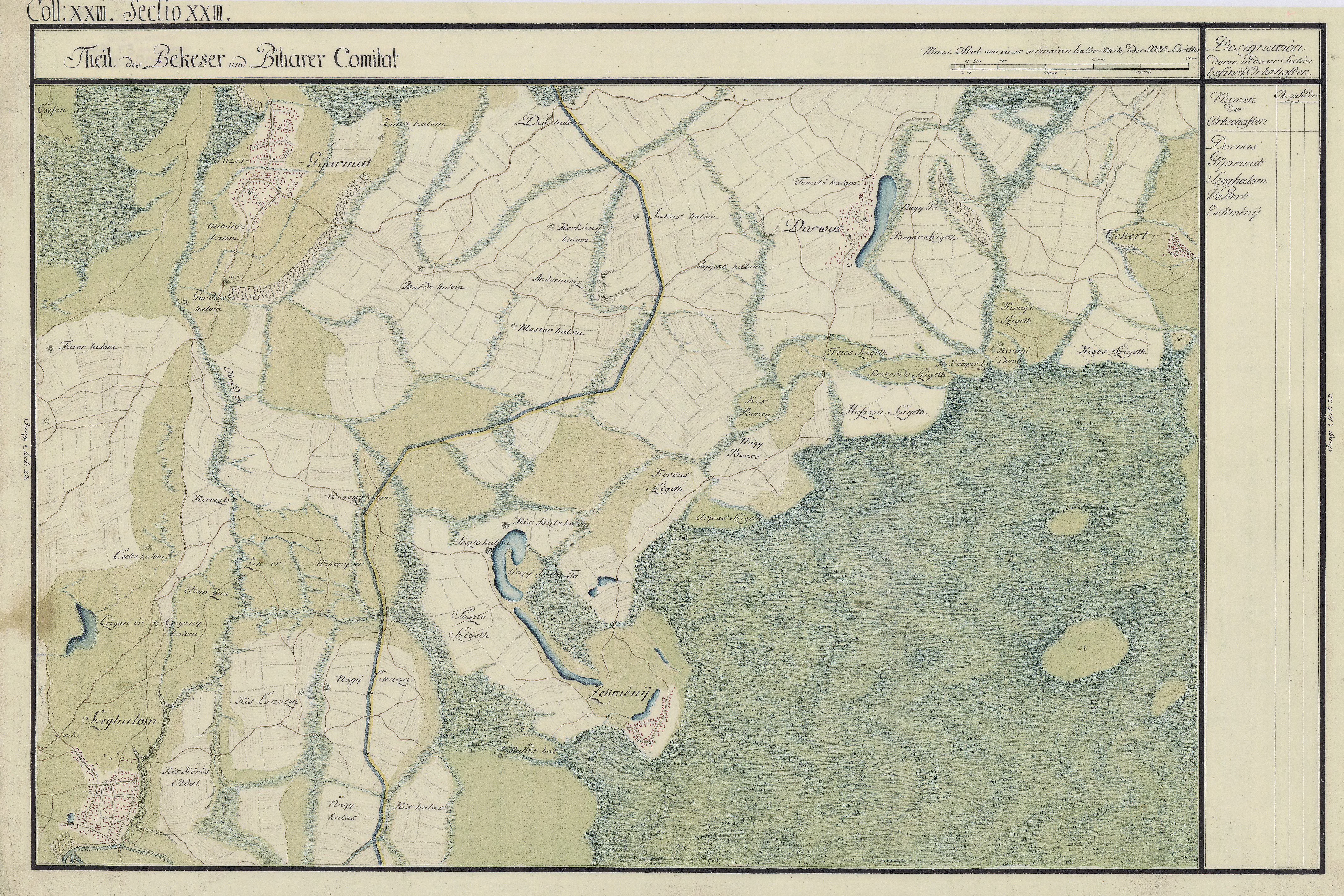
Vekert (oben rechts) um 1782 (Aufnahmeblatt der Josephinischen Landesaufnahme)
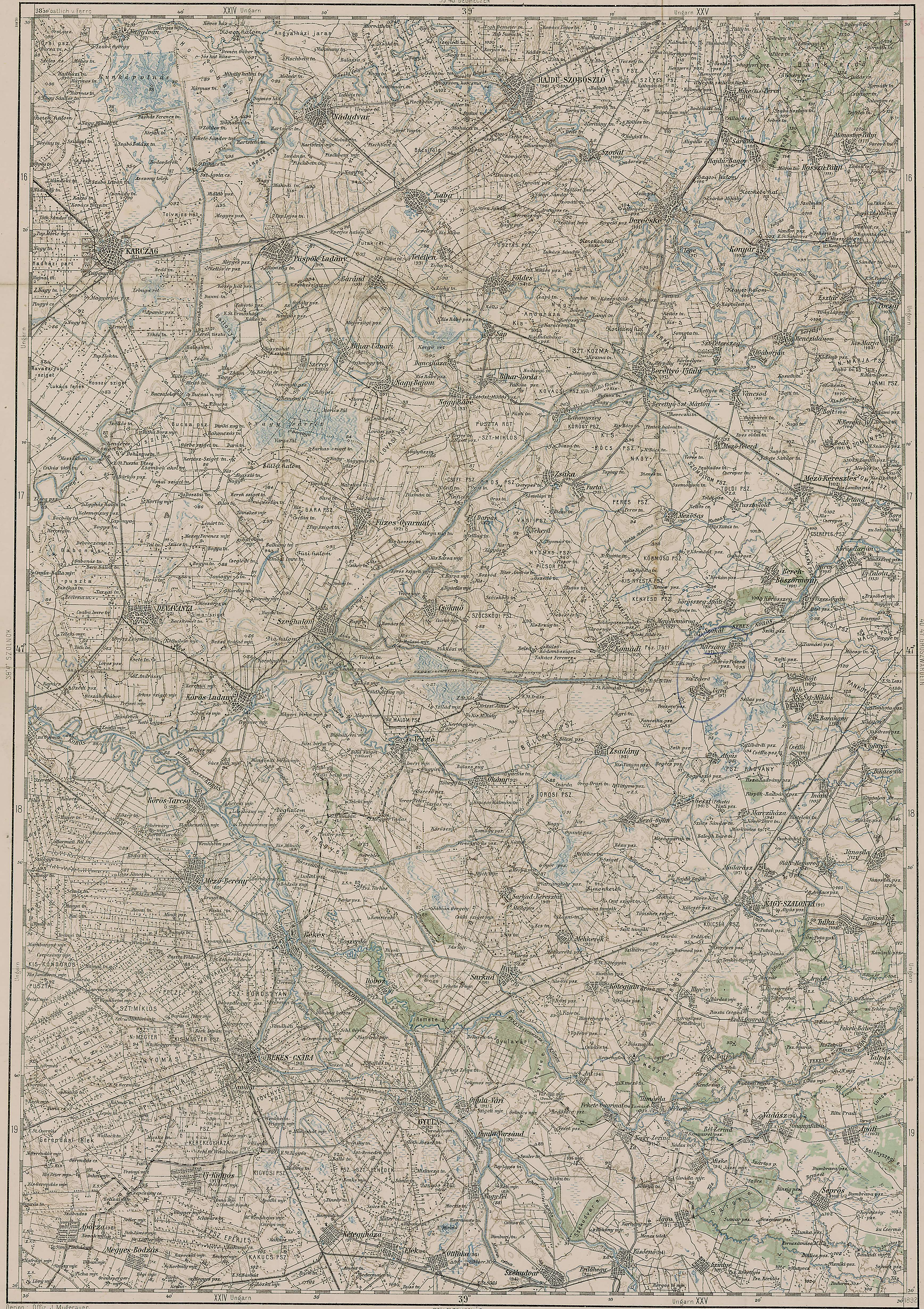
Vekerd (N 47° 6'; O 39° 5') um 1892 (Aufnahmeblatt der Franzisco-Josephinischen Landesaufnahme)

## Sehenswürdigkeiten
- Griechisch-orthodoxe Kirche (Görögkeleti templom), erbaut Ende des 18. Jahrhunderts

## Verkehr
Zwei Kilometer nördlich von Vekerd verläuft die Hauptstraße Nr. 47. Die nächstgelegenen Bahnhöfe befinden sich in Berettyóújfalu und Szeghalom.